# ماردندان
ماردندان (نام علمی: Ophiacodon) نام یک سرده از تیره ماردندانان است.
ماردندان از بزرگ‌ترین هم‌کمانان ابتدایی بود. این جانورِ تمساح‌مانند آرواره‌هایی کشیده و تعداد زیادی دندان تیز داشت که برای گرفتن ماهی‌ها عالی بودند. ماردندان در پوزه‌ی درازش، ۱۶۶ دندان تیز داشت. استخوان‌های تخت انگشت‌های دست‌ها و پاهای این جانور نشان می‌دهند که نیمه‌آب‌زی بوده‌است و می‌توانسته دست‌ها و پاهایش را در نقش پارو به‌کار بگیرد.
بر خلاف پلیکوسورهای متأخرتری مثل دواندازه‌دندان، ماردندان برای کشتن جانوران بزرگ انطباق نیافته بود. ماردندان با اندازه‌ی بزرگ و آرواره‌های تمساح‌مانندش شکارگری هولناک به‌نظر می‌رسید، اما بیشتر ماهی‌ها و مهره‌داران کوچک را شکار می‌کرد و دنبال طعمه‌های بزرگ نبود. این جانور شبیه تمساح زندگی می‌کرد، یعنی کنار آب کمین می‌گرفت تا مهره‌داران خشکی‌زی کوچک‌تر و ماهی‌ها را به دام بیندازد. با این حال، ماردندان به‌سبب هم‌کمان بودنش به پستانداران نزدیک‌تر است تا به تمساح‌های امروزی. این نمونه‌ای از تکامل هم‌گراست که در آن چند انطباق با یک شیوه‌ی زندگی مشخص به‌صورت جداگانه و در گروه‌های متفاوت جانوری رخ می‌دهند.